# Muro de Huy

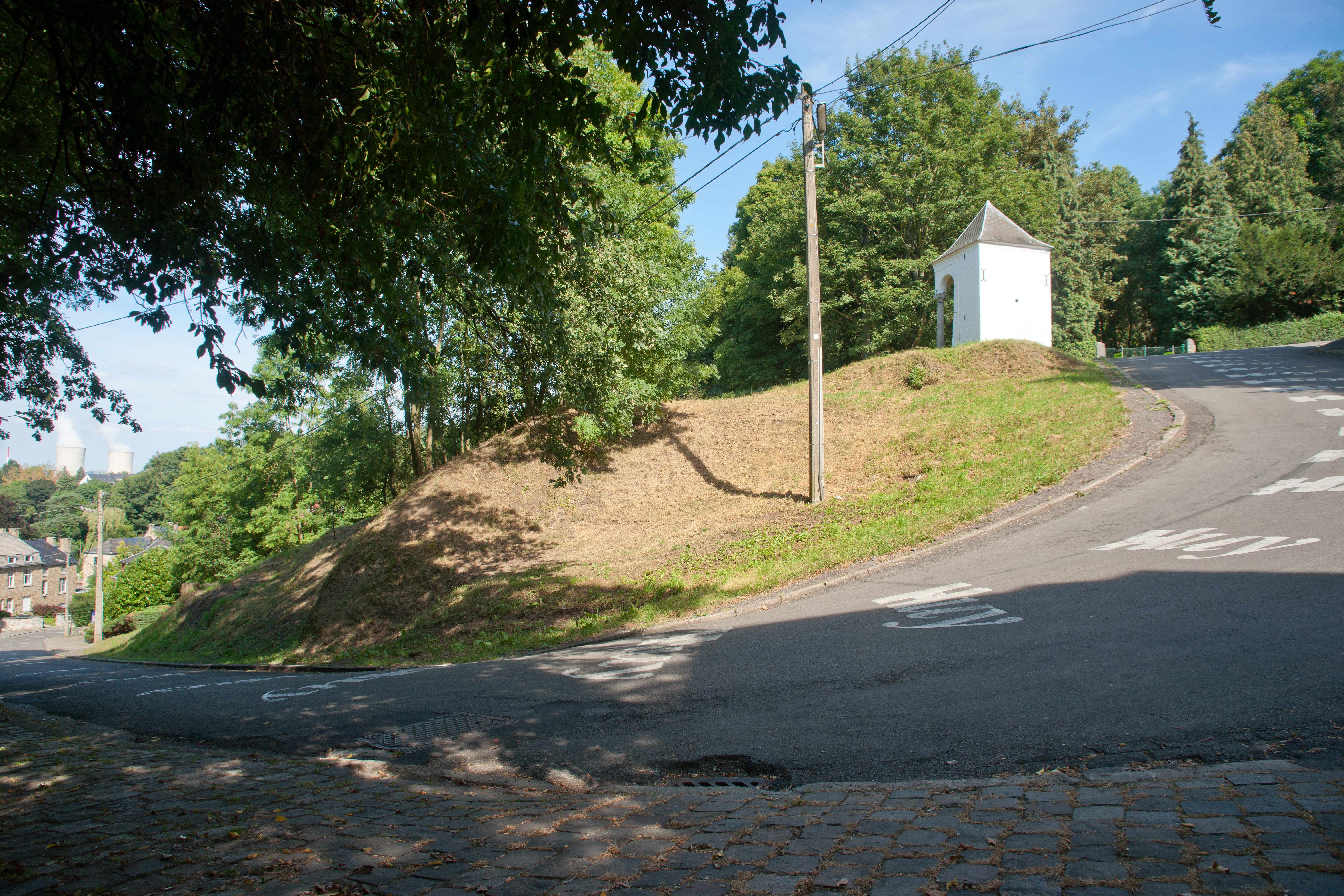
Subida ao Muro de Huy.

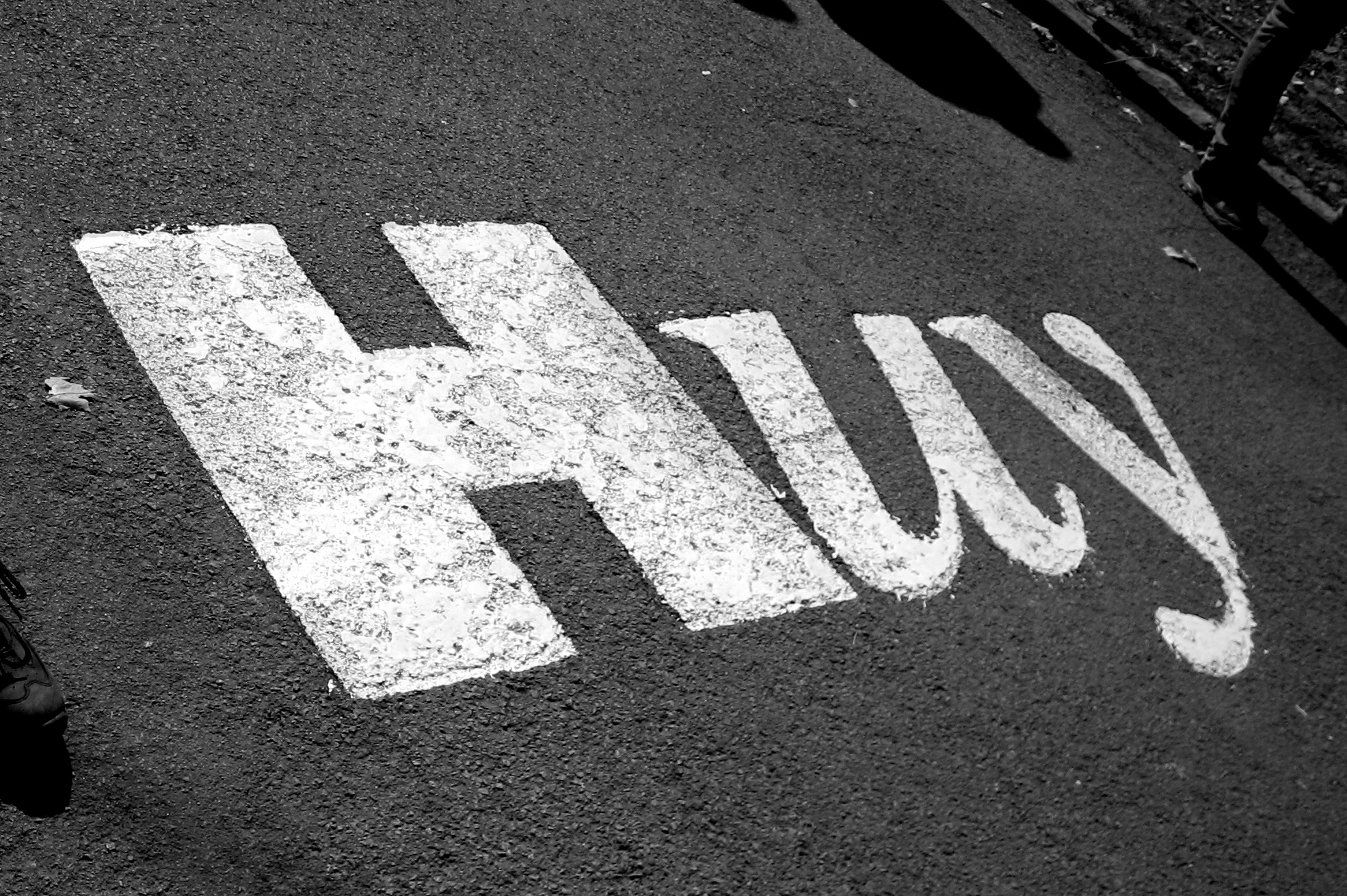
Pinturas na subida ao Muro de Huy.

O Muro de Huy (Mur de Huy) é uma colina de 204 metros de Huy (Bélgica). É também conhecido como le Chemin des Chapelles, pelas sete capelas que há em seu caminho. O alto, de 128 metros de desnível, é famoso por ser parte do percurso da Flecha Valona, uma corrida clássica ciclista que se celebra a cada ano no mês de abril e que é a segunda das três Clássicas das Ardenas.
O Muro é o lugar onde se situa a meta da Flecha Valona desde 1983. Sobe-se um total de três vezes ao longo da corrida, sendo a última delas a ascensão final ao situar em sua cume a linha de meta. A subida é curta (1300 metros) mas dura, com um desnível médio do 9'3% e rampas de até 26%, sendo habitualmente decisiva para a vitória final.
Também se sobe em outras corridas belgas a destacar sua inclusão no Eneco Tour, outra corrida do UCI World Tour, ainda que longe de meta e com mal incidência no resultado final da prova.
No 2015 o Tour de France utilizou o Muro de Huy como final da 3.ª etapa.

## Características
- Altitude: 204 m.
- Começo: Huy (76 m).
- Desnível: 128 m.
- Comprimento: 1.3 km.
- Pendente média: 9,8 %
- Pendente máxima: 26 %